# Phalaenopsis luteola
Phalaenopsis luteola — эпифитное травянистое растение семейства Орхидные, или Ятрышниковые (Orchidaceae).
По некоторым источникам Phalaenopsis luteola является синонимом Phalaenopsis pantherina. По данным Королевских ботанических садов в Кью, является самостоятельным видом.
Вид не имеет устоявшегося русского названия. В русскоязычных источниках используется научное название Phalaenopsis luteola.

## Биологическое описание
Небольшой моноподиальный литофит.
Стебель укороченный, скрыт основаниями 1-4 листьев.
Корни многочисленные, хорошо развитые.
Листья эллиптические, до 20 см длиной, 5 см шириной.
Цветоносы тонкие, длиной 20 см.
Цветки схожи с цветками Phalaenopsis maculata. Отличаются оттенком, размером и деталями строения.

## Ареал, экологические особенности
Калимантан 

Крайне редок. Относится к числу охраняемых видов (второе приложение CITES).

## История описания
Впервые описан Бёрбриджем (Burbidge) в 1880 г. Окончательная диагностика и официальное описание сделаны Э.Кристенсоном в 2001 г. в монографии Christenson, E. A. 2001. Phalaenopsis: a monograph. (Monog Phalaenopsis) 135—137. 
 До получения дополнительной информации и нового материала о растении статус вида остается под вопросом. Возможно это синонимом Phalaenopsis pantherina, или разновидность Phalaenopsis maculata.

## В культуре
О содержании Phalaenopsis luteola в культуре никаких достоверных сведений нет.